# Temistocle
Temistocle és una òpera en tres actes composta per Nicola Porpora sobre un llibret italià d'Apostolo Zeno. S'estrenà al Hoftheater de Viena l'1 d'octubre de 1718.
Possiblement era l'òpera que s'estrenà a Catalunya el 30 de maig de 1756 al Teatre de la Santa Creu de Barcelona.
Existeix una altra versió del mateix compositor sobre un llibret de Metastasio que s'estrenà el 1743. I una altra òpera del compositor Francesco Manelli (1595-1670).